# Nordeste de Roraima (tiểu vùng)
Nordeste de Roraima là một tiểu vùng thuộc bang Roraima, Brasil. Tiều vùng này có diện tích 30792 km², dân số năm 2007 là 29772 người.